# Nikos Hatzis
Nikos Hatzis (Grčki: Νίκος Χατζής; Kalamata, 3. lipnja 1976.) je grčki profesionalni košarkaš. Igra na poziciji bek šutera, a trenutačno je član grčkog AEK-a iz Atene. 

## Karijera
Hatzis je svoju karijeru započeo u grčkom Poseidon Kalamatas. Profesionalnu karijeru započeo je 1995. u A.E.K.-a iz Atene. U A.E.K.-u je proveo 10 godina i postao živućom legendom kluba, postao najbolji strijelcem kluba, najboljim asistentom, najboljim izvođačem slob. bacanja i čovjekom koji je odigrao najviše utakmica u njihovom dresu. 
U ljeto 2005. A.E.K. je odlučio pustiti Hatzisa u njihovog prvoligaškog rivala Olympiakosa. Sljedeće sezone bio je član još jednog grčkog kluba Panioniosa, a u kolovozu 2007. nakon što je A.E.K. promijenio predsjednika, vratio se je u svoj bivši klub.

## Vanjske poveznice
- Profil na AEK.com
- Profil na Euroleague.net
- Profil[neaktivna poveznica] na Basketpedya.com